# Astigmatic
Astigmatic — студийный альбом польского джазового пианиста и композитора Кшиштофа Комеды. Считается одним из лучших альбомов Комеды, а также одним из величайших альбомов как польского, так и европейского джаза[уточнить].

## Структура
Astigmatic состоит из трёх длинных треков, написанных Комедой. «Kattorna» (что означает «кошки» на шведском языке) основан на мотиве из саундтрека Комеды к одноимённому фильму режиссёра Хеннинга Карлсена. «Svantetic» посвящён Сванте Ферстеру, шведскому поэту, который был другом Комеды.
Музыка сочетает в себе множество разрозненных элементов, в том числе ладовую игру, вдохновлённую фри-джазом импровизацию, точные формы, кластеры тонов, алеаторические структуры и авангардное использование тембра и артикуляции, при этом наполняя их индивидуальным выражением и чувством драматического лиризма, что сравнимо с музыкой позднего романтизма.

## Критика и наследие
| Оценки критиков                      | Оценки критиков |
| Источник                             | Оценка          |
| ------------------------------------ | --------------- |
| The Penguin Guide to Jazz Recordings | + «корона»      |

Авторы The Penguin Guide to Jazz Ричард Кук и Брайан Мортон назвали Astigmatic «одним из лучших джазовых альбомов, когда-либо созданных в Европе» и включили его в список 1001 лучшей джазовой пластинки. Критик Стюарт Николсон писал, что он «стал лидером европейского джаза, и критики указывали на то, как этот альбом ознаменовал собой отход от доминирующего американского подхода с появлением особой европейской эстетики». Точно так же журнал Jazzwise заявил, что это «один из самых важных вкладов в формирование европейской эстетики в джазовой композиции», поместив его на 85-е место в списке «100 джазовых альбомов, которые потрясли мир». Манфред Эйхер, основатель ECM Records, назвал Astigmatic важной вехой в истории джаза. Читатели польского журнала Jazz Forum признали его лучшим альбомом всех времён.
Рассказывая о переиздании 2016 года, автор журнала FACT Майки Айкью Джонс заявил: «Композиции и аранжировки Комеды красивы и сложны, и это редкий эпохальный альбом, сила которого по-прежнему сильна с первого прослушивания до тысячного».
Композиции Astigmatic неоднократно интерпретировались польскими джазовыми музыкантами, включая Уршулу Дудзяк, Михала Урбаняка и Томаша Станько. Название альбома Asthmatic польской фри-джазовой группы Miłość является иронической отсылкой к Astigmatic.

## Список композиций
Все треки написаны Кшиштофом Комедой.
| №  | Название     | Длительность |
| -- | ------------ | ------------ |
| 1. | «Astigmatic» | 22:50        |

| №  | Название    | Длительность |
| -- | ----------- | ------------ |
| 2. | «Kattorna»  | 7:20         |
| 3. | «Svantetic» | 15:50        |

## Персонал

### Квинтет Комеды
- Кшиштоф Комеда — руководитель оркестра, фортепиано
- Руне Карлссон — ударные
- Гюнтер Ленц — контрабас
- Збигнев Намысловский — альт-саксофон
- Томаш Станько — труба

### Дополнительный персонал
- Войцех Пентовский — производство
- Галина Ястржебска — инжиниринг
- Рослав Шайбо — дизайн обложки
- Марек Каревич — фото на обложке
- Адам Славинский — примечания к вкладышу[15]